# Herbert Rawlinson

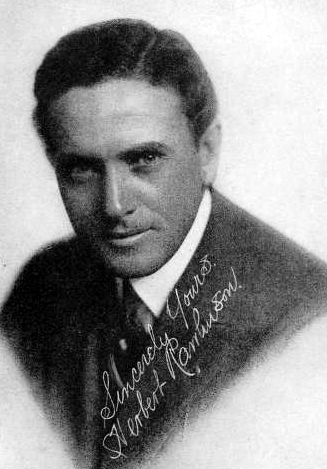
Herbert Rawlinson (1915)

Herbert Rawlinson (* 15. November 1885 in Brighton, Großbritannien; † 12. Juli 1953 in Los Angeles, USA) war ein englischer Schauspieler, der in rund 400 Filmproduktionen zu sehen war.

## Leben
Herbert Rawlinson begann seine Showkarriere im Zirkus, ehe er im Jahre 1911 mit dem Kurzfilm The Cowboy and the Shrew sein Filmdebüt absolvierte. Diesem Film sollten weitere Filme wie Sergeant Byrne of the Northwest Mounted Police aus dem Jahr 1912 folgen. Er spielte sich mit seinen Hauptrollen in die erste Liga der Stummfilmschauspieler in Hollywood. Später war er auch in dem „Dick und Doof“-Film Slipping Wives aus dem Jahr 1927 zu sehen. Mit der Einführung des Tonfilms wandelte er sich zum Charakterdarsteller, agierte allerdings überwiegend in Nebenrollen. Nur in kleineren Filmen wie Dschungel der 1000 Gefahren und King of the Royal Mounted aus dem Jahr 1940 übernahm er tragende und wichtige Rollen.
Neben seiner Tätigkeit beim Film trat Rawlinson auch am Broadway auf. 1929 war er erstmals in dem Stück City Haul zu sehen. Während der Jahre 1950 bis 1951 arbeitete er auch für die Radioshow Hollywood Star Playhouse als Moderator und Erzähler. Am 12. Juli 1953 starb Herbert Rawlinson an Lungenkrebs. Noch einen Tag vor seinem Tod im Jahre 1953 beendete er zusammen mit dem „schlechtesten Regisseur aller Zeiten“ Ed Wood den Film Jail Bait. Rawlinson war mit Roberta Arnold verheiratet. Die Ehe wurde 1923 geschieden. Auch mit Loraine Abigail Long und der Schauspielerin Josephine Norman war er einige Jahre zusammen.

## Auszeichnungen
Herbert Rawlinson wurde ein Stern auf dem Hollywood Walk of Fame gewidmet, der auf dem 6150 Hollywood Blvd. gefunden werden kann.

## Filmografie (Auswahl)
- 1911: The Cowboy and the Shrew

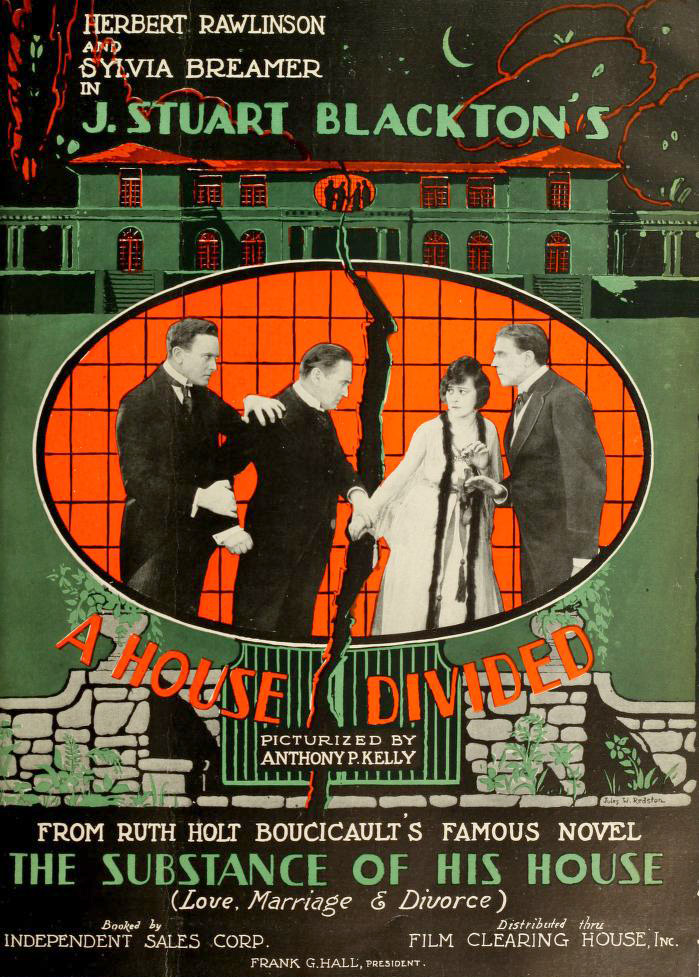
Anzeige (1919)

- 1911: The Regeneration of Apache Kid
- 1911: The New Superintendent
- 1912: The Bandit’s Mask
- 1912: Sergeant Byrne of the Northwest Mounted Police
- 1912: The Coming of Columbus
- 1912: Monte Cristo
- 1913: A Wise Old Elephant
- 1915: In Search of a Wife
- 1919: The Carter Case
- 1925: The Adventurous Sex
- 1927: Slipping Wives
- 1927: Der Held von Fort Runson (The Bugle Call)
- 1935: Zeig’ kein Erbarmen! (Show Them No Mercy!)
- 1935: Men Without Names
- 1936: Robinson Crusoe of Clipper Island
- 1937: Fluß der Wahrheit (God’s Country and the Woman)
- 1937: Make a Wish
- 1939: Days of Jesse James
- 1939: Opfer einer großen Liebe (Dark Victory)
- 1940: Die Insel der Verlorenen (Swiss Family Robinson)
- 1940: King of the Royal Mounted
- 1941: I Wanted Wings
- 1942: Silver Queen
- 1943: Eine Frau für den Marshall (The Woman of the Town)
- 1944: Die Rache des Gorilla (Nabonga Gorilla)
- 1948: Im Netz der Schwarzen Spinne (Superman)
- 1949: Mit Pech und Schwefel (Brimstone)
- 1949: Die Stadt der rauhen Männer (Fighting Man of the Plains)
- 1953: The Stranger Wore a Gun
- 1954: Jail Bait